# (162173) Ryugu

Animació de l'òrbita de Hayabusa2 des del 3 de desembre del 2014 fins al 9 de desembre de 2019.
Violeta: Hayabusa2; Verd: Ryugu; Blau: Earth; Groc: Sun;

(162173) Ryugu és un asteroide de grup d'asteroides Apol·lo. Va ser visitat per la sonda japonesa Hayabusa2 l'estiu de 2018.

## Descobriment i nom
Va ser descobert el 10 de maig de 1999 per l'equip del Lincoln Near-Earth Asteroid Research i se li va donar la designació provisional de 1999 JU₃.

### Nom
L'asteroide va ser oficialment batejat Ryugu el 5 d'octubre de 2015. El nom fa referència al Ryūgū-jō, el palau submarí del rei del mar a la mitologia japonesa. A la llegenda, el pescador Urashima Tarō viatja al palau a l'esquena d'una tortuga i retorna amb una misteriosa caixa. Aquesta llegenda és similar al que farà la sonda Hayabusa2 retornant mostres d'aquest asteroide.

## Característiques
El 2012 es va estudiar l'asteroide amb diversos observatoris i es van reanalitzar observacions prèvies. Es va concloure que l'asteroide és «quasi esfèric», cosa que dificulta altres conclusions, tot i que es creu que té una rotació retrògrada, un diàmetre de 850 o 880 metres i una albedo entre 0.044 i 0.050. Es va estimar que la mida de la pols a superfície és d'entre 1 i 10 mm.
Imatges preses a una distància de 700 km es van distribuir el 14 de juny de 2018. Es va poder confirmar una forma de tipus diamant i la rotació retrògrada.